# 老城桥

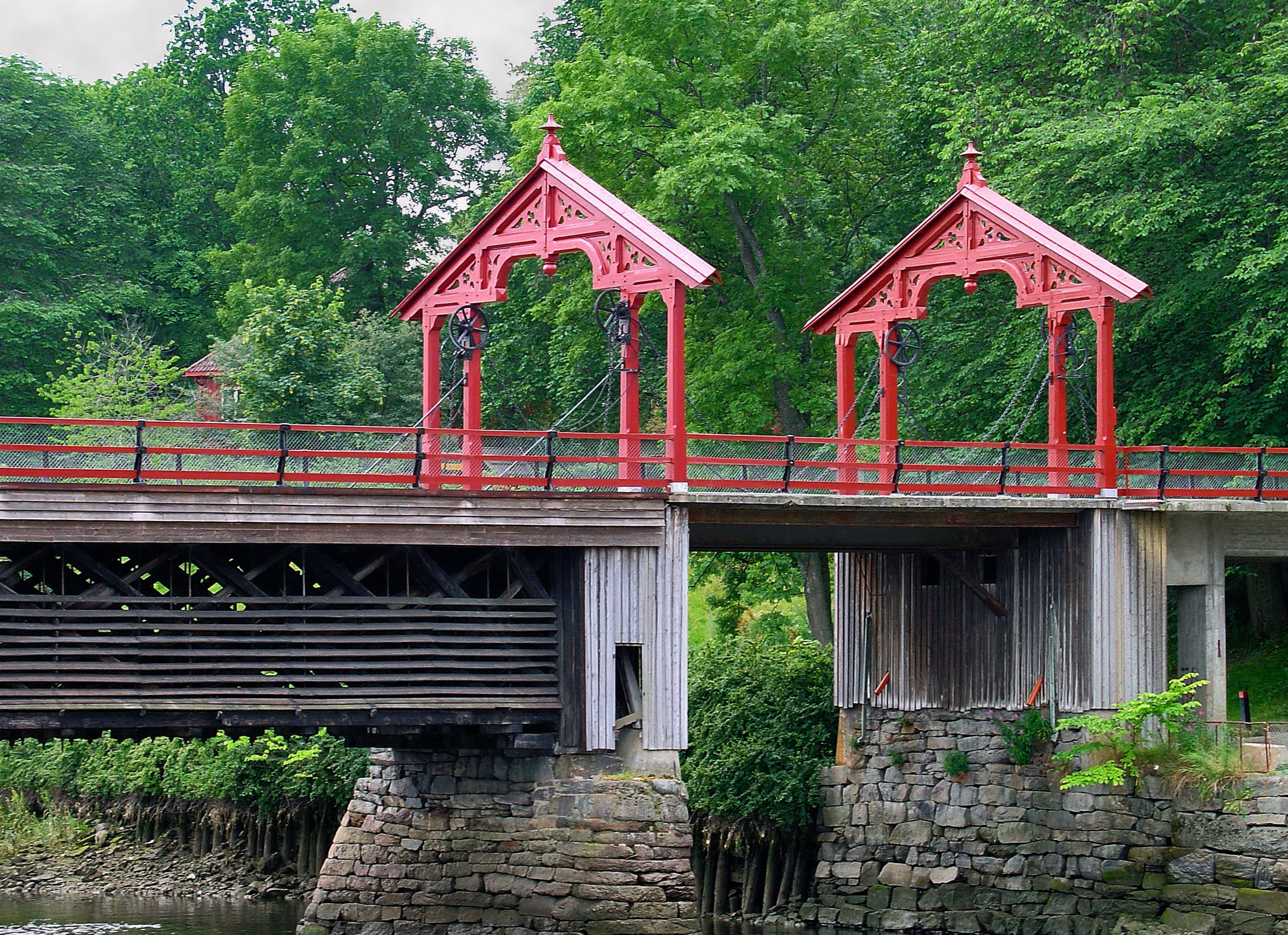
老城桥

老城桥（挪威语: Gamle Bybro）位于挪威南特伦德拉格郡特隆赫姆，是该市的特色地标之一。

## 历史
老城桥横跨Nidelva河，从主要街道 Kjøpmannsgata的南端，连接Bakklandet社区。老城桥由Johan Caspar von Cicignon兴建于1681年，特隆赫姆大火以后重建期间。桥梁的位置具有军事战略意义。国王克里斯蒂安五世承担了建造费用。它完成于1685年。这座桥是在原Elgeseter 桥附近建造。该桥建成后，旧桥逐渐朽烂崩塌。从那时起, 老城桥发生了许多变化。

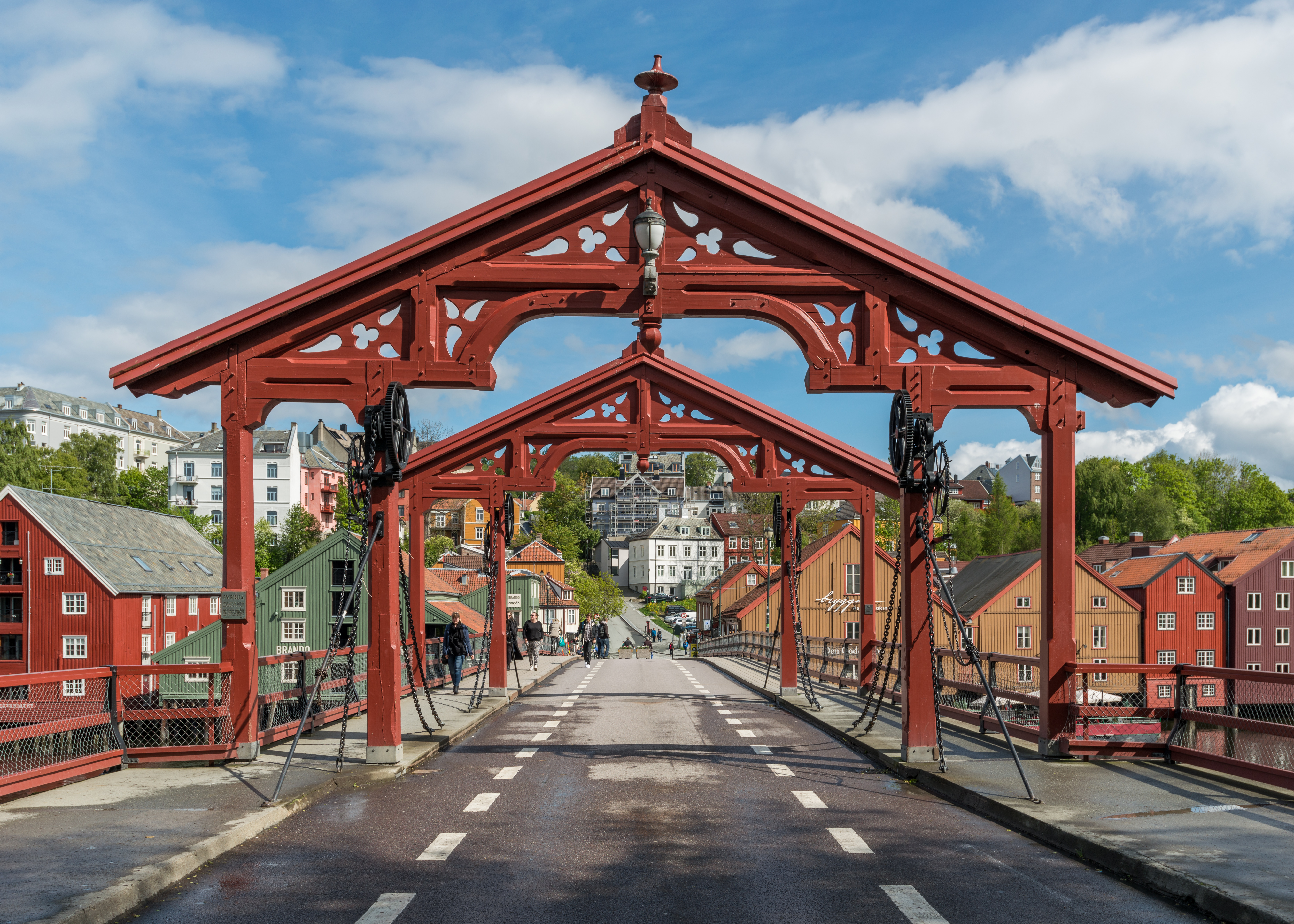

老城桥原本使用木料建造，但是由三个石墩支撑。在桥的中间,安放了一扇铁门，作为城门使用直到1816年。桥的每一端都有收费站和警卫室。西端的仍然存在，而东端的已于1824年拆除。老城桥在1861由工程师Carl Adolf Dahl(1828-1907)重建。
老城桥也被称为幸运之门（Lykkens portal），源于挪威歌手和作曲家Kristian Oskar Hoddø(1916-1943)的歌词“你是安静和美丽的Nidelva河”。传说, Hoddø 在1940年4月下旬的一个晚上在老城桥上写了这首歌。Hoddø 是反对纳粹德国占领挪威的抵抗运动的成员，1943年11月17日和其他八名挪威抵抗战士在特隆赫姆被处死
。